# Heinrich Roloff
Heinrich Roloff (* 10. Mai 1911 in Wernigerode; † 27. März 1980 in Berlin) war ein deutscher Bibliothekar.

## Leben

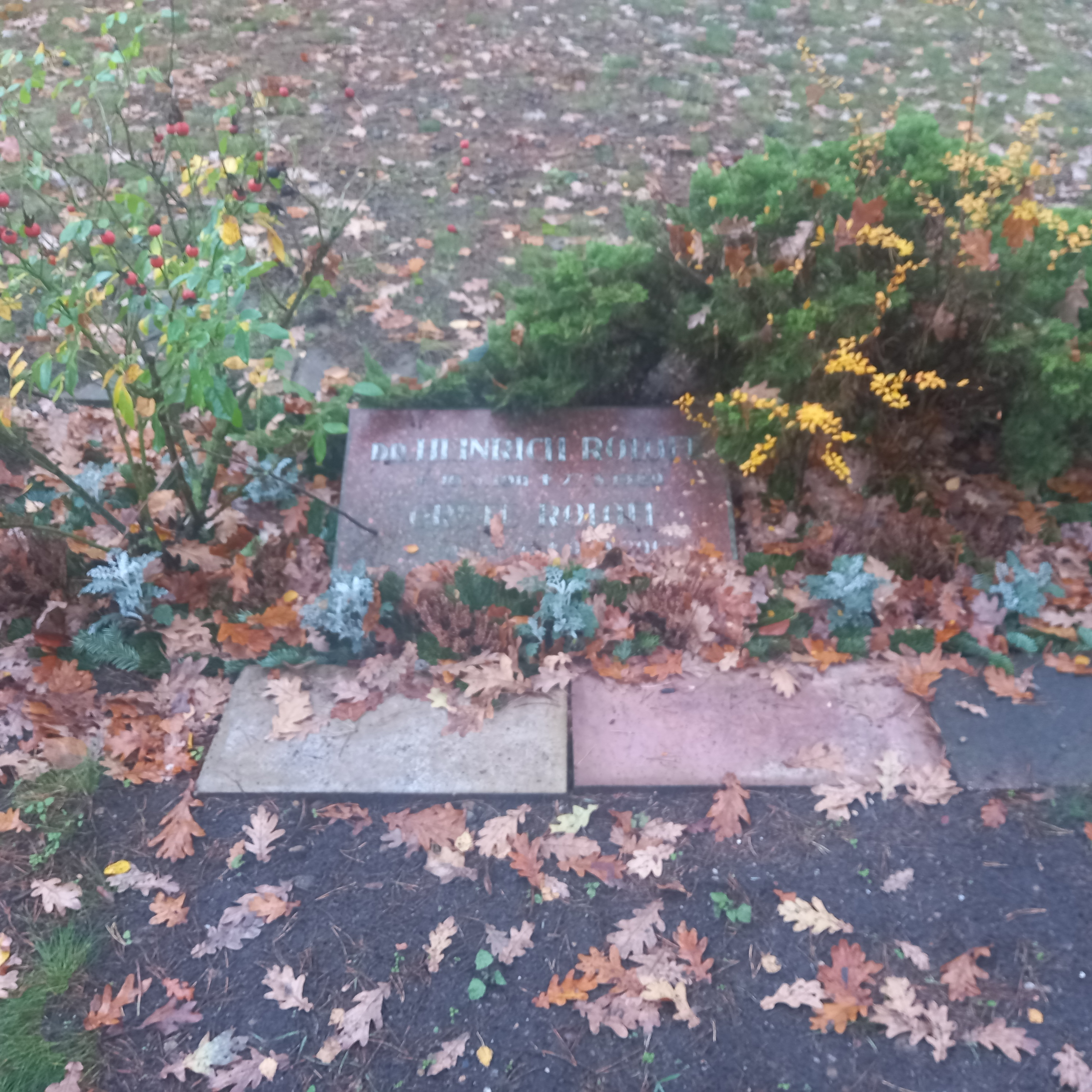
Das Grab von Heinrich Roloff und seiner Ehefrau Grele geborene Scharnberg auf dem Friedhof Adlershof in Berlin

Heinrich Roloff studierte Klassische Philologie und Geschichte und promovierte 1938 an der Universität Leipzig. Nach einer Tätigkeit als Mitarbeiter an dem Septuaginta-Unternehmen der Akademie der Wissenschaften zu Göttingen und Lehrauftrag an der Universität Göttingen (1937 bis 1939) absolvierte er als Bibliotheksreferendar ab 1939 die Ausbildung für den höheren Bibliotheksdienst an der Universitätsbibliothek Rostock, der Deutschen Bücherei in Leipzig und der Preußischen Staatsbibliothek in Berlin (Fachprüfung 1941). 
Von 1941 bis 1945 war er an der Universitätsbibliothek Rostock tätig, von 1949 bis 1951 an der Bibliothek der Deutschen Akademie der Wissenschaften in Berlin (-Ost) und als Abteilungsdirektor (u. a. der Inkunabelabteilung) an der Deutschen Staatsbibliothek Berlin (-Ost) von 1951 bis zum Eintritt in den Ruhestand 1974. 
Besonders bekannt wurde er durch sein „Lehrbuch der Sachkatalogisierung“, das als Standardlehrwerk in mehreren Auflagen veröffentlicht wurde.

## Schriften (Auswahl)
- Maiores bei Cicero. Dissertation Universität Leipzig 1938. Veröffentlicht in: Hans Oppermann (Hrsg.): Römische Wertbegriffe (= Wege der Forschung, Bd. 34). Wissenschaftliche Buchgesellschaft, Darmstadt 1967, S. 274–322.
- Lehrbuch der Sachkatalogisierung. Harrassowitz, Leipzig 1950 (5. Aufl. Verlag Dokumentation Saur, München 1978, ISBN 3-7940-4148-8).
- Beiträge zur Geschichte der Universitätsbibliothek Rostock im 19. Jahrhundert (= Zentralblatt für Bibliothekswesen, Beiheft, Bd. 79). Harrassowitz, Leipzig 1955.
- Die Katalogisierung. In: Georg Leyh (Hrsg.): Handbuch der Bibliothekswissenschaft. 2. Aufl. Bd. 2. Harrassowitz, Wiesbaden 1961, S. 242–356.
- Sachkatalogisierung auf neuen Wegen. Von der Facettenklassifikation zu Deskriptor und Thesaurus. Methodisches Zentrum für wissenschaftliche Bibliotheken, Berlin 1966 (3. Aufl. Verlag Dokumentation Saur, München 1972, ISBN 3-7940-4199-2).